# 小島光晴
小島 光晴（こじま　みつはる、1973年（昭和48年 - ）は、日本の建築家。一級建築士。工学院大学非常勤講師。

## 年表
- 1973年 栃木県足利市に生まれる。
- 1998年 -工学院大学大学院修士課程建築学修了
- 1998年 - 山本・堀アーキテクツ[2]に入所。
- 2001年 -StudioGreenBlue一級建築士事務所
- 2013年 - 工学院大学建築学部非常勤講師